# Echemus hamipalpis
Echemus hamipalpis är en spindelart som först beskrevs av Kroneberg 1875.  Echemus hamipalpis ingår i släktet Echemus och familjen plattbuksspindlar.
Artens utbredningsområde är Uzbekistan. Inga underarter finns listade i Catalogue of Life.